# Andreas Fuchs (Fußballspieler)
Andreas Fuchs (* 14. Juni 2001) ist ein österreichischer Fußballspieler.

## Karriere
Fuchs begann seine Karriere bei der Union Ries-Kainbach. Im April 2011 wechselte er in die Jugend des SK Sturm Graz. Ab der Saison 2015/16 durchlief er auch sämtliche Altersstufen in der Akademie der Grazer. Im August 2020 debütierte er für die Amateure von Sturm in der Regionalliga. In seiner ersten Regionalligasaison kam er zu zehn Einsätzen. In der Saison 2021/22 absolvierte er zwölf Spiele, mit Sturm II stieg er als Meister der Regionalliga Mitte in die 2. Liga auf.
Den Aufstieg machte Fuchs aber nicht mit, er wechselte zur Saison 2022/23 zum Regionalligisten Deutschlandsberger SC. Für Deutschlandsberg machte er 2022/23 28 Spiele in der dritthöchsten Spielklasse und traf dabei viermal. In der Saison 2023/24 kam er auf drei Tore in 24 Einsätzen.
Zur Saison 2024/25 wechselte der Verteidiger zum Zweitligisten ASK Voitsberg. Sein Debüt in der 2. Liga gab er im August 2024, als am er dritten Spieltag jener Saison gegen den SV Horn in der 85. Minute für Martin Salentinig eingewechselt wurde. Für Voitsberg kam er bis zur Winterpause zu drei Zweitligaeinsätzen.
Im Jänner 2025 kehrte er nach Deutschlandsberg zurück.